# Phyllanthus grandifolius
Phyllanthus grandifolius är en emblikaväxtart som beskrevs av Carl von Linné. Phyllanthus grandifolius ingår i släktet Phyllanthus och familjen emblikaväxter. Inga underarter finns listade i Catalogue of Life.